# Hydrochasma facialis
Hydrochasma facialis är en tvåvingeart som först beskrevs av Samuel Wendell Williston  1896.  Hydrochasma facialis ingår i släktet Hydrochasma och familjen vattenflugor. Inga underarter finns listade i Catalogue of Life.